# Huaxiaosaurus
Huaxiaosaurus („Ještěr z Chua-sia“, podle starého pojmenování Číny) byl rodem hadrosauridního býložravého dinosaura, žijícího v období pozdní křídy (před asi 70 milionu let) na území dnešní východní Číny v provincii Šan-tung). Tento dinosaurus dosahoval velkých rozměrů a pokud se jedná o samostatný vědecky platný rod (a nikoliv o velkého zástupce rodu Shantungosaurus), pak možná představuje největšího známého suchozemského živočicha po sauropodních dinosaurech). Fosilie dinosaura byly objeveny roku 2008 a popsány o tři roky později týmem čínských paleontologů.

## Velikost
Délka tohoto dinosaura je odhadována na 18,7 metru, což by byl rekord pro ptakopánvé dinosaury. Jen stehenní kost je dlouhá až 172 cm, holenní kost 147 cm a kost pažní 98 cm. Přední nohy byly dlouhé asi 2 metry, zatímco zadní byly podstatně delší. Hmotnost dinosaura nejspíš výrazně přesahovala 10 tun. Většina paleontologů se nicméně v současnosti domnívá, že jde skutečně pouze o odrostlý exemplář šantungosaura.